# Coccothrinax gundlachii
Coccothrinax gundlachii är en enhjärtbladig växtart som beskrevs av Leon. Coccothrinax gundlachii ingår i släktet Coccothrinax och familjen Arecaceae. IUCN kategoriserar arten globalt som livskraftig. Inga underarter finns listade i Catalogue of Life.